# Вильва (Соликамский район)
Вильва — деревня в Соликамском районе Пермского края. Входит в состав Касибского сельского поселения.
Название произошло от коми-пермяцких слов «виль» — новая и «ва» — вода или река.

## Географическое положение
Расположена на правом берегу реки Вильва, примерно в 21 км к северо-востоку от центра поселения, села Касиб, к северо-западу от районного центра, города Соликамск.

## Население
| 2010 |
| ---- |
| 469  |

## Улицы[2]
- 70 лет Октября ул.
- Ветеранов Труда ул.
- Дружбы ул.
- Заречная ул.
- Культуры ул.
- Лесная ул.
- Мира ул.
- Молодёжная ул.
- Набережная ул.
- Победы ул.
- Полевая ул.
- Советская ул.
- Центральная ул.
- Школьная ул.

## Топографические карты
- Лист карты O-40-5 Керчевский. Масштаб: 1 : 100 000. Состояние местности на 1981 год. Издание 1988 г.